# Digital Cinema Package
 (janvier 2015).
Pour les articles homonymes, voir DCP.

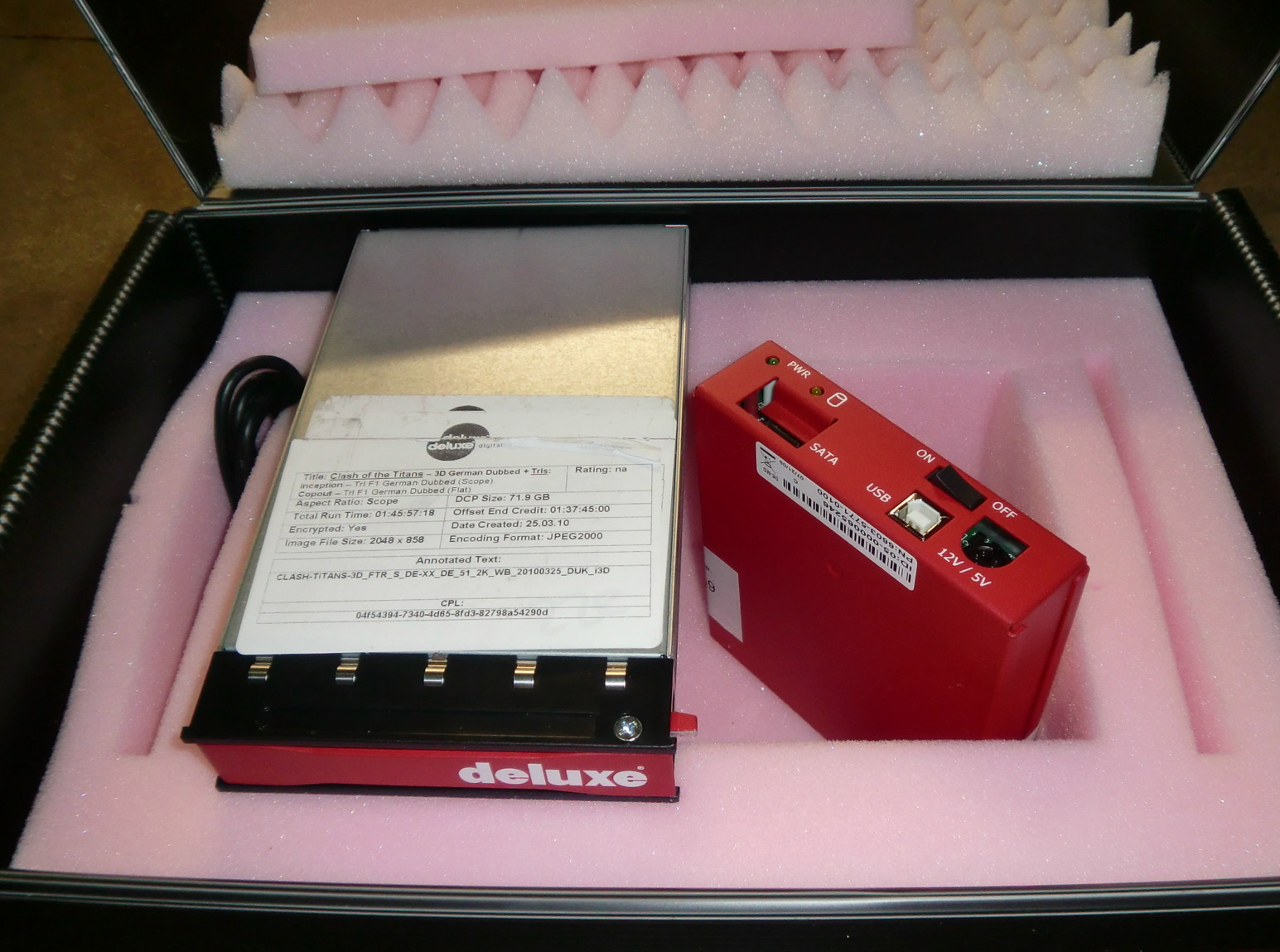
Disques durs contenant le film numérique Clash of the Titans dans une mallette de transport

Un Digital Cinema Package (DCP) est l'équivalent en cinéma numérique de la copie de projection argentique (qui se présente sous forme de bobines de film argentique 35 mm).
Un DCP est composé d'un ensemble de fichiers informatiques (images, sons, sous-titres, méta-données...) qui sont destinés à être stockés et lus dans la cabine de projection par un serveur, couplé à un projecteur numérique.
Un projecteur D-Cinema permet de projeter des films en définition 2K (2 048 x 1 080 pixels) et 4K (4 096 x 2 160 pixels), ainsi qu'en stéréoscopie (3D). 
Le DCP circule entre distributeurs et exploitants soit sur disque dur, soit de manière dématérialisée. Les DCP sont généralement protégés par chiffrement des données. Un Key Delivery Message (KDM / « Message-clef de livraison ») permettant d'ouvrir le fichier dans une salle donnée à un moment donné.
Le standard actuel est le DCP SMPTE “B” version 2.1 (ou Bv2.1).
Lors du Festival du film de Sundance 2015, pour la première fois aucun film n'est projeté en copie 35 mm, la grande majorité des films étant projetés en DCP ou au format HD Cam. Le directeur du festival, Holden Payne note que ce dernier format est amené à disparaître tandis que le DCP lui semble un format qui s'installe de manière durable. Il considère avoir un bon retour d'expérience sur les DCP en matière de cinéma indépendant, à condition que la copie soit faite par une entreprise spécialisée et non « par votre cousin dans sa cave. » Il explique qu'il est indispensable aux réalisateurs de faire une projection de contrôle en salle avant de diffuser le film en festival pour s'assurer que la synchronisation et l'étalonnage soient bons, notamment parce qu'il faut s'attendre à un rendu de l'étalonnage différent lorsqu'il a été fait sur écran informatique (le rendu lors d'une projection étant nécessairement un peu différent.) Il explique aussi qu'il reste régulièrement des problèmes avec les sous-titres.

## Les éléments composant un DCP
Le DCP forme un ensemble de fichiers :
- VOLINDEX : un fichier XML listant les « volumes » constituant le DCP
- ASSETMAP : un fichier XML listant les composantes du DCP, permettant de retrouver le nom de la « Packing List » (PKL) et celui de la « Composition Playlist » (CPL)
- <Nom_de_la_PKL>.xml : un fichier XML de la « Packing List » listant les fichiers du package
- <Nom_de_la_CPL>.xml : un fichier XML de la « Composition Playlist » listant les bobines (« reel », en anglais) constituant le DCP et la façon de les assembler pour la projection (images, son, sous-titres...)
- <Nom_de_la_piste_Image>.mxf : un ou plusieurs fichiers, conteneur média au format MXF contenant les images, chacune compressée au format JPEG 2000. Exemple : un fichier pour les images au format d'écran CinémaScope et un fichier pour le format d'écran « flat ».
- <Nom_de_la_piste_Son>.mxf : un ou plusieurs fichiers, conteneur média au format MXF contenant une piste son au format audio PCM (non compressé). Exemple : un fichier pour la VO, un fichier pour la VF, un fichier pour l'audio-description.
- Le son immersif unifié (DTS:X, Dolby Atmos, AuroMax) à depuis été rajouté avec la piste IAB (Immersive Audio Bitstream)
- d'autres fichiers : sous-titres, polices de caractères

## Conventions de nommage
Les DCP suivent des normes strictes pour leurs noms, précisant titre, formats, versions, etc,.

## Différents formats de DCP

### Historique des formats
En 2011, deux formats de DCP coexistent. Depuis 2005, le format de DCP Interop (Transitional JPEG2000 interop DCP format) ; et depuis 2009, le format de DCP SMPTE. Dans les deux cas, les images sont compressées en JPEG 2000. 
Avant 2005, on pouvait trouver un autre format, désormais abandonné, qu'on nommait parfois MPEG2 MXF Interop et dont les images étaient compressées en MPEG2 vidéo.
Avant que la norme internationale instaurant le format DCP SMPTE entre en vigueur, le DCI a géré la phase transitoire, baptisée « MXF Interop ». Durant cette phase qui débuta fin 2005, le format de DCP Interop issu des spécifications du DCI est utilisé. Ce format a permis que tous les fabricants de systèmes puissent faire en sorte qu’une même copie numérique de film puisse être lu sur n’importe-quel lecteur. Cela simplifia le travail des distributeurs, qui auparavant étaient quasiment obligés de livrer le contenu dans le format particulier pris en charge par chaque type de lecteur. Quasiment tous les fabricants de lecteurs sont compatibles avec le format MXF Interop.
En mars 2009, le format SMPTE pour les DCP est finalisé et la norme est publiée par le SMPTE. En avril 2010, tous les lecteurs vendus sur le marché sont compatibles avec ce nouveau format, tout en gardant la compatibilité avec le standard précédent (DCP Interop). En même temps, les fabricants proposent des mises à jour logicielles pour permettre aux lecteurs déjà déployés de gérer ce nouveau format. L'ISDCF (Inter-Society Digital Cinema Forum) a comme objectif que 100 % du parc nord-américain de système  D-Cinéma soit compatible dès avril 2011 avec le format de DCP SMPTE.
En 2011, dans la pratique, le format de DCP Interop est toujours celui qui est recommandé du fait que tous les systèmes D-Cinema actuels ne sont pas encore compatibles avec le format de DCP SMPTE.

### Identification du format
Un moyen simple d'identifier un format d'un autre est de trouver parmi les fichiers qui composent le DCP ceux portant les noms VOLINDEX et ASSETMAP. S'ils possèdent l'extension .xml à la fin du nom de fichier, il s'agit d'un DCP au format SMPTE. Sinon, il s'agit du format de DCP Interop.

### Différence d'un format à l'autre
Le format de DCP SMPTE apporte plusieurs modifications :
- les canaux audio et leur affectation sur les haut-parleurs de la salle sont modifiés ;
- les sous-titres sont gérés différemment ;
- l'espace de noms XML utilisé est différent ;
- les exigences pour la validation du contenu, des KDM et des certificats sont différentes.

Les améliorations d'un DCP SMPTE concernent notamment :
- davantage de cadences d'images : en plus des modes à 24 et 48 images par seconde, on trouve désormais les modes 25, 30, 50 et 60 images par seconde ;
- les pistes pour les sous-titres (VO et/ou malentendant) ne sont plus sujettes à des coupures et sont désormais fiables ;
- la gestion des sous-titres 3D est désormais disponible ;
- une sécurisation largement améliorée (authentification du contenu).

Il faut savoir que les systèmes Interop n'ont pas de méthode normalisée pour valider la signature d'un fichier XML d'une composition pour une clé KDM associée. Cela signifie qu'une composition modifiée sera probablement jouable avec la clé KDM originale simplement en retirant la signature de la composition.